# Cmentarz prawosławny w Małkowie-Kolonii
Cmentarz prawosławny w Małkowie-Kolonii – prawosławna nekropolia w Małkowie-Kolonii, utworzona na potrzeby miejscowej ludności prawosławnej po 1875, użytkowana do końca II wojny światowej.

## Historia i opis
Cmentarz powstał po 1875, po erygowaniu nowej parafii prawosławnej, powstałej wskutek likwidacji unickiej diecezji chełmskiej. Najstarszy zachowany na jego terenie nagrobek pochodzi z 1905. Cmentarz był użytkowany przez miejscową ludność prawosławną do końca II wojny światowej i wysiedlenia prawosławnych Ukraińców. Najstarszy zachowany nagrobek pochodzi z 1901. Ostatnie pochówki odbyły się na nim w 1945.
Na początku lat 90. XX wieku na terenie nekropolii zachowały się ok. 40 kamiennych i betonowych nagrobków: postumenty z łacińskimi i prawosławnymi krzyżami, dekorowane wielostopniowymi gzymsami uskokowym, kilka drewnianych i żeliwnych krzyży. Inskrypcje na nagrobkach wykonane zostały w języku cerkiewnosłowiańskim. Wyróżniały się dwie uporządkowane mogiły milicjantów poległych w 1945, obecnie nieistniejące. Wokół cmentarza rośnie 27 lip, w tym dwa pomniki przyrody, po 3 jesiony, graby i olchy oraz wierzba, topola i robinia.